# وزیر خزانه‌داری ایالات متحده آمریکا
وزیر خزانه‌داری ایالات متحده آمریکا (انگلیسی: United States Secretary of the Treasury) رئیس وزارت خزانه‌داری ایالات متحده آمریکا و مدیر ارشد مالی دولت فدرال ایالات متحده آمریکا است. وزیر خزانه‌داری به عنوان مشاور اصلی رئیس‌جمهور ایالات متحده آمریکا در مورد تمام مسائل مربوط به سیاست‌های اقتصادی و مالی فعالیت می‌کند. وزیر یکی از اعضای قانونی کابینه ایالات متحده آمریکا است و در خط جانشینی ریاست‌جمهوری، پنجم است.

## فهرست
Parties
      بدون حزب
      فدرالیست
      دموکرات-جمهوری‌خواه
      دموکرات
      ویگ
      جمهوری‌خواه
Status
| شماره | پرتره              | نام                            | ایالت اقامت | قبول پست        | ترک پست         | رئیس‌جمهور(ان) | رئیس‌جمهور(ان)         |
| ----- | ------------------ | ------------------------------ | ----------- | --------------- | --------------- | ------------- | --------------------- |
| ۱     |                    | الکساندر همیلتون               | نیویورک     | ۱۱ سپتامبر ۱۷۸۹ | ۳۱ ژانویه ۱۷۹۵  |               | جرج واشنگتن           |
| ۲     |                    | Oliver Wolcott, Jr.            | کنتیکت      | ۳ فوریه ۱۷۹۵    | ۳۱ دسامبر ۱۸۰۰  |               | جرج واشنگتن           |
| ۲     | جان آدامز          | Oliver Wolcott, Jr.            | کنتیکت      | ۳ فوریه ۱۷۹۵    | ۳۱ دسامبر ۱۸۰۰  |               |                       |
| ۳     |                    | ساموئل دکستر                   | ماساچوست    | ۱ ژانویه ۱۸۰۱   | ۱۳ مه ۱۸۰۱      |               |                       |
| ۳     | توماس جفرسون       | ساموئل دکستر                   | ماساچوست    | ۱ ژانویه ۱۸۰۱   | ۱۳ مه ۱۸۰۱      |               |                       |
| ۴     |                    | آلبرت گالتین                   | پنسیلوانیا  | ۱۴ مه ۱۸۰۱      | ۸ فوریه ۱۸۱۴    |               |                       |
| ۴     | جیمز مدیسون        | آلبرت گالتین                   | پنسیلوانیا  | ۱۴ مه ۱۸۰۱      | ۸ فوریه ۱۸۱۴    |               |                       |
| ۵     |                    | جورج دبلیو. کمپبل              | تنسی        | ۹ فوریه ۱۸۱۴    | ۵ اکتبر ۱۸۱۴    |               |                       |
| ۶     |                    | Alexander J. Dallas            | پنسیلوانیا  | ۶ اکتبر ۱۸۱۴    | ۲۱ اکتبر ۱۸۱۶   |               |                       |
| -     |                    | William Jones[۱] (acting)      | پنسیلوانیا  | ۲۱ اکتبر ۱۸۱۶   | ۲۲ اکتبر ۱۸۱۶   |               |                       |
| ۷     |                    | ویلیام اچ. کرافورد             | جورجیا      | ۲۲ اکتبر ۱۸۱۶   | ۶ مارس ۱۸۲۵     |               |                       |
| ۷     | جیمز مونرو         | ویلیام اچ. کرافورد             | جورجیا      | ۲۲ اکتبر ۱۸۱۶   | ۶ مارس ۱۸۲۵     |               |                       |
| ۸     |                    | Richard Rush                   | پنسیلوانیا  | ۷ مارس ۱۸۲۵     | ۵ مارس ۱۸۲۹     |               | جان کوئینسی آدامز     |
| ۹     |                    | Samuel D. Ingham               | پنسیلوانیا  | ۶ مارس ۱۸۲۹     | ۲۰ ژوئن ۱۸۳۱    |               | اندرو جکسون           |
| ۱۰    |                    | لویی مک‌لین                     | دلاویر      | ۸ اوت ۱۸۳۱      | ۲۸ مه ۱۸۳۳      |               | اندرو جکسون           |
| ۱۱    |                    | William J. Duane               | پنسیلوانیا  | ۲۹ مه ۱۸۳۳      | ۲۲ سپتامبر ۱۸۳۳ |               | اندرو جکسون           |
| ۱۲    |                    | Roger B. Taney                 | مریلند      | ۲۳ سپتامبر ۱۸۳۳ | ۲۵ ژوئن ۱۸۳۴    |               | اندرو جکسون           |
| ۱۳    |                    | لوی وودبری                     | نیوهمپشایر  | ۱ ژوئیه ۱۸۳۴    | ۳ مارس ۱۸۴۱     |               | اندرو جکسون           |
| ۱۳    | مارتین ون بورن     | لوی وودبری                     | نیوهمپشایر  | ۱ ژوئیه ۱۸۳۴    | ۳ مارس ۱۸۴۱     |               |                       |
| ۱۴    |                    | توماس اوینگ                    | اوهایو      | ۴ مارس ۱۸۴۱     | ۱۱ سپتامبر ۱۸۴۱ |               | ویلیام هنری هریسون    |
| ۱۴    | جان تایلر          | توماس اوینگ                    | اوهایو      | ۴ مارس ۱۸۴۱     | ۱۱ سپتامبر ۱۸۴۱ |               |                       |
| ۱۵    |                    | Walter Forward                 | پنسیلوانیا  | ۱۳ سپتامبر ۱۸۴۱ | ۱ مارس ۱۸۴۳     |               |                       |
| ۱۶    |                    | John C. Spencer                | نیویورک     | ۸ مارس ۱۸۴۳     | ۲ مه ۱۸۴۴       |               |                       |
| ۱۷    |                    | جروج ام. بیب                   | کنتاکی      | ۴ ژوئیه ۱۸۴۴    | ۷ مارس ۱۸۴۵     |               |                       |
| ۱۸    |                    | رابرت جی. واکر                 | میسیسیپی    | ۸ مارس ۱۸۴۵     | ۵ مارس ۱۸۴۹     |               | جیمز ناکس پولک        |
| ۱۹    |                    | William M. Meredith            | پنسیلوانیا  | ۸ مارس ۱۸۴۹     | ۲۲ ژوئیه ۱۸۵۰   |               | زکری تیلور            |
| ۲۰    |                    | توماس کوروین                   | اوهایو      | ۲۳ ژوئیه ۱۸۵۰   | ۶ مارس ۱۸۵۳     |               | میلارد فیلمور         |
| ۲۱    |                    | James Guthrie                  | کنتاکی      | ۷ مارس ۱۸۵۳     | ۶ مارس ۱۸۵۷     |               | فرانکلین پیرس         |
| ۲۲    |                    | Howell Cobb                    | جورجیا      | ۷ مارس ۱۸۵۷     | ۸ دسامبر ۱۸۶۰   |               | جیمز بیوکنن           |
| ۲۳    |                    | فیلیپ توماس                    | مریلند      | ۱۲ دسامبر ۱۸۶۰  | ۱۴ ژانویه ۱۸۶۱  |               | جیمز بیوکنن           |
| ۲۴    |                    | جان آدامز دیکس                 | نیویورک     | ۱۵ ژانویه ۱۸۶۱  | ۶ مارس ۱۸۶۱     |               | جیمز بیوکنن           |
| ۲۵    |                    | سالمون پی. چیس                 | اوهایو      | ۷ مارس ۱۸۶۱     | ۳۰ ژوئن ۱۸۶۴    |               | آبراهام لینکلن        |
| ۲۶    |                    | ویلیام پی. فسندن               | مین         | ۵ ژوئیه ۱۸۶۴    | ۳ مارس ۱۸۶۵     |               | آبراهام لینکلن        |
| ۲۷    |                    | Hugh McCulloch                 | ایندیانا    | ۹ مارس ۱۸۶۵     | ۳ مارس ۱۸۶۹     |               | آبراهام لینکلن        |
| ۲۷    | اندرو جانسون       | Hugh McCulloch                 | ایندیانا    | ۹ مارس ۱۸۶۵     | ۳ مارس ۱۸۶۹     |               |                       |
| ۲۸    |                    | جورج اس. بوتول                 | ماساچوست    | ۱۲ مارس ۱۸۶۹    | ۱۶ مارس ۱۸۷۳    |               | یولیسیز سایمن گرانت   |
| ۲۹    |                    | William A. Richardson          | ماساچوست    | ۱۷ مارس ۱۸۷۳    | ۳ ژوئن ۱۸۷۴     |               | یولیسیز سایمن گرانت   |
| ۳۰    |                    | Benjamin H. Bristow            | کنتاکی      | ۴ ژوئن ۱۸۷۴     | ۲۰ ژوئن ۱۸۷۶    |               | یولیسیز سایمن گرانت   |
| ۳۱    |                    | لوت ام. موریل                  | مین         | ۷ ژوئیه ۱۸۷۶    | ۹ مارس ۱۸۷۷     |               | یولیسیز سایمن گرانت   |
| ۳۲    |                    | جان شرمن                       | اوهایو      | ۱۰ مارس ۱۸۷۷    | ۳ مارس ۱۸۸۱     |               | رادرفورد بیرچارد هیز  |
| ۳۳    |                    | ویلیام ویندوم                  | مینه‌سوتا    | ۸ مارس ۱۸۸۱     | ۱۳ نوامبر ۱۸۸۱  |               | جیمز آبرام گارفیلد    |
| ۳۳    | چستر آلن آرتور     | ویلیام ویندوم                  | مینه‌سوتا    | ۸ مارس ۱۸۸۱     | ۱۳ نوامبر ۱۸۸۱  |               |                       |
| ۳۴    |                    | Charles J. Folger              | نیویورک     | ۱۴ نوامبر ۱۸۸۱  | ۴ سپتامبر ۱۸۸۴  |               |                       |
| ۳۵    |                    | Walter Q. Gresham              | ایندیانا    | ۵ سپتامبر ۱۸۸۴  | ۳۰ اکتبر ۱۸۸۴   |               |                       |
| ۳۶    |                    | Hugh McCulloch                 | ایندیانا    | ۳۱ اکتبر ۱۸۸۴   | ۷ مارس ۱۸۸۵     |               |                       |
| ۳۷    |                    | Daniel Manning                 | نیویورک     | ۸ مارس ۱۸۸۵     | ۳۱ مارس ۱۸۸۷    |               | گروور کلیولند         |
| ۳۸    |                    | Charles S. Fairchild           | نیویورک     | ۱ آوریل ۱۸۸۷    | ۶ مارس ۱۸۸۹     |               | گروور کلیولند         |
| ۳۹    |                    | ویلیام ویندوم                  | مینه‌سوتا    | ۷ مارس ۱۸۸۹     | ۲۹ ژانویه ۱۸۹۱  |               | بنجامین هریسون        |
| ۴۰    |                    | Charles W. Foster              | اوهایو      | ۲۵ فوریه ۱۸۹۱   | ۶ مارس ۱۸۹۳     |               | بنجامین هریسون        |
| ۴۱    |                    | جان گریفین کارلیسل             | کنتاکی      | ۷ مارس ۱۸۹۳     | ۵ مارس ۱۸۹۷     |               | گروور کلیولند         |
| ۴۲    |                    | Lyman J. Gage                  | ایلینوی     | ۶ مارس ۱۸۹۷     | ۳۱ ژانویه ۱۹۰۲  |               | ویلیام مک‌کینلی        |
| ۴۲    | تئودور روزولت      | Lyman J. Gage                  | ایلینوی     | ۶ مارس ۱۸۹۷     | ۳۱ ژانویه ۱۹۰۲  |               |                       |
| ۴۳    |                    | Leslie M. Shaw                 | آیووا       | ۱ فوریه ۱۹۰۲    | ۳ مارس ۱۹۰۷     |               |                       |
| ۴۴    |                    | George B. Cortelyou            | نیویورک     | ۴ مارس ۱۹۰۷     | ۷ مارس ۱۹۰۹     |               |                       |
| ۴۵    |                    | Franklin MacVeagh              | ایلینوی     | ۸ مارس ۱۹۰۹     | ۵ مارس ۱۹۱۳     |               | ویلیام هووارد تفت     |
| ۴۶    |                    | ویلیام جی. مک‌آدو               | کالیفرنیا   | ۶ مارس ۱۹۱۳     | ۱۵ دسامبر ۱۹۱۸  |               | توماس وودرو ویلسون    |
| ۴۷    |                    | کارتر گلس                      | ویرجینیا    | ۱۶ دسامبر ۱۹۱۸  | ۱ فوریه ۱۹۲۰    |               | توماس وودرو ویلسون    |
| ۴۸    |                    | David F. Houston               | میزوری      | ۲ فوریه ۱۹۲۰    | ۳ مارس ۱۹۲۱     |               | توماس وودرو ویلسون    |
| ۴۹    |                    | اندرو دابلیو. ملون             | پنسیلوانیا  | ۴ مارس ۱۹۲۱     | ۱۲ فوریه ۱۹۳۲   |               | وارن جی. هاردینگ      |
| ۴۹    | کالوین کولیج       | اندرو دابلیو. ملون             | پنسیلوانیا  | ۴ مارس ۱۹۲۱     | ۱۲ فوریه ۱۹۳۲   |               |                       |
| ۴۹    | هربرت هوور         | اندرو دابلیو. ملون             | پنسیلوانیا  | ۴ مارس ۱۹۲۱     | ۱۲ فوریه ۱۹۳۲   |               |                       |
| ۵۰    |                    | Ogden L. Mills                 | نیویورک     | ۱۳ فوریه ۱۹۳۲   | ۴ مارس ۱۹۳۳     |               |                       |
| ۵۱    |                    | William H. Woodin              | نیویورک     | ۵ مارس ۱۹۳۳     | ۳۱ دسامبر ۱۹۳۳  |               | فرانکلین دلانو روزولت |
| ۵۲    |                    | Henry Morgenthau, Jr.          | نیویورک     | ۱ ژانویه ۱۹۳۴   | ۲۲ ژوئیه ۱۹۴۵   |               | فرانکلین دلانو روزولت |
| ۵۲    | هری ترومن          | Henry Morgenthau, Jr.          | نیویورک     | ۱ ژانویه ۱۹۳۴   | ۲۲ ژوئیه ۱۹۴۵   |               |                       |
| ۵۳    |                    | Fred M. Vinson                 | کنتاکی      | ۲۳ ژوئیه ۱۹۴۵   | ۲۳ ژوئن ۱۹۴۶    |               |                       |
| ۵۴    |                    | John W. Snyder                 | میزوری      | ۲۵ ژوئن ۱۹۴۶    | ۲۰ ژانویه ۱۹۵۳  |               |                       |
| ۵۵    |                    | George M. Humphrey             | اوهایو      | ۲۱ ژانویه ۱۹۵۳  | ۲۹ ژوئیه ۱۹۵۷   |               | دوایت آیزنهاور        |
| ۵۶    |                    | Robert B. Anderson             | کنتیکت      | ۲۹ ژوئیه ۱۹۵۷   | ۲۰ ژانویه ۱۹۶۱  |               | دوایت آیزنهاور        |
| ۵۷    |                    | C. Douglas Dillon              | نیوجرسی     | ۲۱ ژانویه ۱۹۶۱  | ۱ آوریل ۱۹۶۵    |               | جان اف. کندی          |
| ۵۷    | لیندون بی. جانسون  | C. Douglas Dillon              | نیوجرسی     | ۲۱ ژانویه ۱۹۶۱  | ۱ آوریل ۱۹۶۵    |               |                       |
| ۵۸    |                    | Henry H. Fowler                | ویرجینیا    | ۱ آوریل ۱۹۶۵    | ۲۰ دسامبر ۱۹۶۸  |               |                       |
| ۵۹    |                    | Joseph W. Barr                 | ایندیانا    | ۲۱ دسامبر ۱۹۶۸  | ۲۰ ژانویه ۱۹۶۹  |               |                       |
| ۶۰    |                    | David M. Kennedy               | یوتا        | ۲۲ ژانویه ۱۹۶۹  | ۱۰ فوریه ۱۹۷۱   |               | ریچارد نیکسون         |
| ۶۱    |                    | جان کانلی (سیاستمدار)          | تگزاس       | ۱۱ فوریه ۱۹۷۱   | ۱۲ ژوئن ۱۹۷۲    |               | ریچارد نیکسون         |
| ۶۲    |                    | جرج پی. شولتس                  | ایلینوی     | ۱۲ ژوئن ۱۹۷۲    | ۸ مه ۱۹۷۴       |               | ریچارد نیکسون         |
| ۶۳    |                    | William E. Simon               | نیوجرسی     | ۸ مه ۱۹۷۴       | ۲۰ ژانویه ۱۹۷۷  |               | ریچارد نیکسون         |
| ۶۳    | جرالد فورد         | William E. Simon               | نیوجرسی     | ۸ مه ۱۹۷۴       | ۲۰ ژانویه ۱۹۷۷  |               |                       |
| ۶۴    |                    | W. Michael Blumenthal          | میشیگان     | ۲۳ ژانویه ۱۹۷۷  | ۴ اوت ۱۹۷۹      |               | جیمی کارتر            |
| ۶۵    |                    | جی ویلیام میلر                 | رود آیلند   | ۷ اوت ۱۹۷۹      | ۲۰ ژانویه ۱۹۸۱  |               | جیمی کارتر            |
| ۶۶    |                    | Donald T. Regan                | نیوجرسی     | ۲۲ ژانویه ۱۹۸۱  | ۱ فوریه ۱۹۸۵    |               | رونالد ریگان          |
| ۶۷    |                    | جیمز بیکر                      | تگزاس       | ۴ فوریه ۱۹۸۵    | ۱۷ اوت ۱۹۸۸     |               | رونالد ریگان          |
| -     |                    | M. Peter McPherson[۲] (acting) | میشیگان     | ۱۷ اوت ۱۹۸۸     | ۱۵ سپتامبر ۱۹۸۸ |               | رونالد ریگان          |
| ۶۸    |                    | نیکلاس اف. بردلی               | نیوجرسی     | ۱۵ سپتامبر ۱۹۸۸ | ۱۷ ژانویه ۱۹۹۳  |               | رونالد ریگان          |
| ۶۸    | جرج هربرت واکر بوش | نیکلاس اف. بردلی               | نیوجرسی     | ۱۵ سپتامبر ۱۹۸۸ | ۱۷ ژانویه ۱۹۹۳  |               |                       |
| ۶۹    |                    | لوید بنتسن                     | تگزاس       | ۲۰ ژانویه ۱۹۹۳  | ۲۲ دسامبر ۱۹۹۴  |               | بیل کلینتون           |
| -     |                    | Frank N. Newman[۳] (acting)    | ماساچوست    | ۲۲ دسامبر ۱۹۹۴  | ۱۱ ژانویه ۱۹۹۵  |               | بیل کلینتون           |
| ۷۰    |                    | Robert E. Rubin                | نیویورک     | ۱۱ ژانویه ۱۹۹۵  | ۲ ژوئیه ۱۹۹۹    |               | بیل کلینتون           |
| ۷۱    |                    | لارنس سامرز                    | ماساچوست    | ۲ ژوئیه ۱۹۹۹    | ۲۰ ژانویه ۲۰۰۱  |               | بیل کلینتون           |
| ۷۲    |                    | Paul H. O'Neill                | پنسیلوانیا  | ۲۰ ژانویه ۲۰۰۱  | ۳۱ دسامبر ۲۰۰۲  |               | جرج دبلیو بوش         |
| -     |                    | Kenneth W. Dam[۴] (acting)     | ایلینوی     | ۳۱ دسامبر ۲۰۰۲  | ۳ فوریه ۲۰۰۳    |               | جرج دبلیو بوش         |
| ۷۳    |                    | John W. Snow                   | ویرجینیا    | ۳ فوریه ۲۰۰۳    | ۳۰ ژوئن ۲۰۰۶    |               | جرج دبلیو بوش         |
| -     |                    | Robert M. Kimmitt[۵] (acting)  | ویرجینیا    | ۳۰ ژوئن ۲۰۰۶    | ۱۰ ژوئیه ۲۰۰۶   |               | جرج دبلیو بوش         |
| ۷۴    |                    | هنری پالسون                    | ایلینوی     | ۱۰ ژوئیه ۲۰۰۶   | ۲۰ ژانویه ۲۰۰۹  |               | جرج دبلیو بوش         |
| -     |                    | استوارت لوی[۶] (acting)        | اوهایو      | ۲۰ ژانویه ۲۰۰۹  | ۲۶ ژانویه ۲۰۰۹  |               | باراک اوباما          |
| ۷۵    |                    | تیموتی گایتنر                  | نیویورک     | ۲۶ ژانویه ۲۰۰۹  | ۲۵ ژانویه ۲۰۱۳  |               | باراک اوباما          |
| -     |                    | Neal Wolin[۷] (acting)         | ایلینوی     | ۲۵ ژانویه ۲۰۱۳  | ۲۸ فوریه ۲۰۱۳   |               | باراک اوباما          |
| ۷۶    |                    | جک لو                          | نیویورک     | ۲۸ فوریه ۲۰۱۳   | ۲۰ ژانویه ۲۰۱۷  |               | باراک اوباما          |
| ۷۷    |                    | استیون منوچین                  | نیویورک     | ۲۰ ژانویه ۲۰۱۷  | ۲۰ ژانویه ۲۰۲۱  |               | دونالد ترامپ          |
| ۷۸    |                    | جنت یلن                        | نیویورک     | ۲۶ ژانویه ۲۰۲۱  | ۲۰ ژانویه ۲۰۲۵  |               | جو بایدن              |

1  William Jones served as acting secretary between the resignation of Alexander J. Dallas and appointment of ویلیام اچ. کرافورد.
2  Deputy Secretary of the Treasury M. Peter McPherson served as Acting Secretary of the Treasury from August 17, 1988, to September ۱۵، ۱۹۸۸.
3  Because of the resignation of Deputy Secretary of the Treasury Roger Altman in August 1994, Under Secretary of Treasury for Domestic Finance Frank N. Newman served from December 22, 1994, to January 11, 1995 as Acting Secretary of the Treasury.
4  Deputy Secretary of the Treasury Kenneth W. Dam served as Acting Secretary of the Treasury from December 31, 2002, to February ۳، ۲۰۰۳.
5  Deputy Secretary of the Treasury Robert M. Kimmitt served as Acting Secretary of the Treasury from June 30, 2006, to July ۹، ۲۰۰۶.
6  Under Secretary for Terrorism and Financial Intelligence استوارت لوی served as Acting Secretary of the Treasury from January 20, 2009, until the confirmation of تیموتی گایتنر، which occurred January 26, 2009.
7  Deputy Secretary of the Treasury Neal Wolin served as Acting Secretary of the Treasury from January 25, 2013, until the confirmation of جک لو which occurred February 28, 2013.

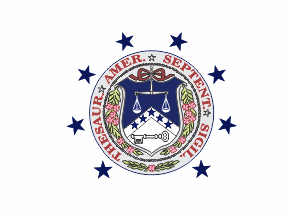
The former flag of the U.S. Secretary of the Treasury, originating from the 19th century.

If both the Secretary and the Deputy Secretary of the Treasury are unable to carry out the duties of the office of Secretary of the Treasury, then whichever Treasury official of Under Secretary rank sworn in earliest assumes the role of Acting Secretary. Positions listed on the Department of the Treasury website include the Under Secretary for Domestic Finance, the Under Secretary for International Affairs, and the معاون وزیر خزانه‌داری در امور تروریسم و اطلاعات مالی.